# 김비서가 왜 그럴까
《김비서가 왜 그럴까》는 2018년 6월 6일부터 2018년 7월 26일까지 tvN에서 방영된 수목 드라마이며, 정경윤 작가의 동명 웹소설을 원작으로 만들어진 드라마이다.

## 줄거리
재력, 얼굴, 수완까지 모든 것을 다 갖췄지만 자기애로 똘똘 뭉친 나르시시스트 재벌 2세와 그를 완벽하게 보좌해온 수행 비서의 로맨스 드라마.

## 제작진

### 제작사
- 본팩토리, 카카오 엔터테인먼트

### 극본
- 정은영 : ( 드라마 《내일 기억 지우개》(집필) 등 집필 )

- 백선우 : KBS 2TV 일일 드라마 《웃는 얼굴로 돌아보라》(보조 작가), tvN 《막돼먹은 영애씨 시즌1》(공동 집필), tvN 《막돼먹은 영애씨 시즌2》(공동 집필), tvN 《막돼먹은 영애씨 시즌3》(공동 집필), tvN 《막돼먹은 영애씨 시즌4》(공동 집필), tvN 《막돼먹은 영애씨 시즌5》(공동 집필), tvN 《막돼먹은 영애씨 시즌6》(공동 집필), tvN 《막돼먹은 영애씨 시즌8》(공동 집필), MBC 일일 시트콤 《하이킥 짧은 다리의 역습》(공동 집필), MBC 일일 시트콤 《스탠바이》(공동 집필), tvN 《막돼먹은 영애씨 시즌12》(공동 집필), tvN 《막돼먹은 영애씨 시즌13》(공동 집필), tvN 월화 드라마 《혼술남녀》(공동 집필), tvN 수목 드라마 《간 떨어지는 동거》(공동 집필) 집필

- 최보림 : BC 일일 시트콤 《코끼리》(공동 집필), tvN 《막돼먹은 영애씨 시즌4》(공동 집필), tvN 《막돼먹은 영애씨 시즌5》(공동 집필), tvN 《막돼먹은 영애씨 시즌6》(공동 집필), tvN 《막돼먹은 영애씨 시즌8》(공동 집필), tvN 막돼먹은 영애씨 시즌11》(공동 집필), tvN 《막돼먹은 영애씨 시즌12》(공동 집필), tvN 《막돼먹은 영애씨 시즌13》(공동집필), tvN 월화 드라마 《혼술남녀》(공동 집필), tvN 수목 드라마 《진심이 닿다》(공동 집필), tvN 수목 드라마 《간 떨어지는 동거》(공동집필) 집필

## 등장 인물

### 주요 인물
- 박서준 : 이영준 / 이성현 역 (아역 : 문우진) - 유명그룹 부회장, 미소의 남편, 필남, 말희의 제부
- 박민영 : 김미소 역 (아역 : 김지유) - 영준/성현의 비서 → 영준(성현)의 아내, 성연의 제수.
- 이태환 : 이성연 역 (아역 : 배강유) - 유명그룹 장남, 영준/성현의 형. 베스트셀러 작가 모르페우스. 미소의 시아주버님

### 이영준의 주변 인물
- 김병옥 : 이 회장(이동수) 역 - 성연과 영준/성현의 아버지, 미소의 시아버지.
- 김혜옥 : 최 여사(최혜란) 역 - 성연과 영준/성현의 어머니, 미소의 시어머니.

### 김미소의 주변 인물
- 백은혜 : 김필남 역 (아역 : 김시은 (10회)) - 미소의 첫째 언니. 정신건강의학과 의사. 영준/성현의 첫째 처형.
- 허순미 : 김말희 역 (아역 : 배채원 (10회)) - 미소의 둘째 언니. 비뇨기과 의사. 영준/성현의 둘째 처형
- 조덕현 : 미소의 아버지(김영만) 역 (특별출연) (13회 ~ 16회). 헤비메탈을 사랑하는 떠돌이 라커. 영준/성현의 장인.

### 유명그룹
- 강기영 : 박유식 역 - 영준/성현의 친구, 유명그룹 사장
- 황찬성 : 고귀남 역 - 기획실 대리
- 표예진 : 김지아 역 - 미소의 후임 신입비서
- 이유준 : 정치인 역 - 부회장 부속실 부장
- 황보라 : 봉세라 역 - 부회장 부속실 과장
- 이정민 : 이영옥 역 - 부회장 부속실 사원
- 김정운 : 박준환 역 - 부회장 부속실 대리
- 강홍석 : 양철 역 - 영준/성현의 수행비서, 운전기사, 세라의 연인.
- 예원 : 설마음 역 - 유식의 비서

### 그 외 인물
- 홍지윤 : 오지란 역 (1,2,16회) - 모델
- 최나무 : 스페인 대사관 파티에서 영준과 눈 마주쳤다고 말하는 여성 (1회)
- 신주연 : 미소가 속한 모임의 멤버 중 한명 (1회)
- 김현주 : 성연이 비행기 안에서 모자 건네준 여자 (3회)
- 이창 : 아트센터 센터장 (4,8회)
- 박준희 : 영준이 인형뽑기 할 때 같이 있었던 아이 (6회)
- 김기탁 : 영준이 인형뽑기 할 때 같이 있었던 아이 (6회)
- 박옥출 : 지아와 귀남의 옥탑방 주인집 아줌마 역 (6,9,10회)
- 배현성 : 인턴사원 역 (8회)
- 채유리 : 미소의 병실 밖에서 인형 들고있던 아이 역 (11회)

### 특별출연
- 서효림 : 최서진 역 - 유식의 전 아내 (9회, 11회 ~ 12회, 16회) (1회 - 목소리출연)
- 손성윤 : 빨간구두 유괴범 역 (11회 ~ 12회)
- 박병은 : 박병은 역 - 미소의 소개팅남, 사회부 기자 (3회) (6회 - 목소리출연)
- 이도연 : 모르페우스와 서면으로 인터뷰한 기자 역 (4회)
- 최희 : 북콘서트 진행자 역 (8회)
- 정수영 : 에이전시 관계자 역 (9회)
- 미카엘 아쉬미노프 : 영준과 미소가 방문한 레스토랑의 셰프 역 (9회)
- 정소민 : 젊은시절 미소의 엄마 역 (10회)
- 이민기 : 젊은시절 미소의 아빠 역 (10회)
- 최현우 : UK소프트웨어 쇼케이스 축하공연의 마술사 최현우 역 (10회)
- 이수경 : 젊은시절 최여사 역 (11회 ~ 12회)
- 고세원 : 젊은시절 이회장 역 (11회 ~ 12회)
- 길해연 : 영준에게 지정주차구역에 주차를 해놓으면 어떡하냐고 얘기하는 여자 역 (12회)
- 정명준 : 정신과 의사 역 (12회)
- 박나래 : 음란마귀 캐릭터 (목소리출연) (13회)
- Sweet'ICH : 미소 아버지의 밴드 (13회)
- 송태식
- 정유미 : 정유미 역 - 영준의 친구 (14회)
- 김가연 : 미소를 뒷담화하다 화장실에서 난투극을 벌이는 유명그룹 여직원 역 (14회)
- 이세영 : 미소를 뒷담화하다 화장실에서 난투극을 벌이는 유명그룹 여직원 역 (14회)
- 이병준 : 장정도 디자이너 역 (16회)

## 사운드 트랙
Disc 1
| #   | 제목                      | 가수                             | 재생 시간 |
| --- | ------------------------- | -------------------------------- | --------- |
| 1.  | 〈Love Virus〉            | 기현(몬스타엑스), 설아(우주소녀) | 3:27      |
| 2.  | 〈It`s You〉              | 정세운                           | 3:40      |
| 3.  | 〈Wanna Be〉              | 여자친구                         | 3:09      |
| 4.  | 〈조금만 더〉             | 진호(펜타곤), 로시               | 3:25      |
| 5.  | 〈그대만 보여서〉         | 김나영                           | 3:40      |
| 6.  | 〈왜 이럴까〉             | 이다연                           | 2:40      |
| 7.  | 〈토로〉                  | 윤딴딴                           | 4:25      |
| 8.  | 〈처음하는 말〉           | 송유빈(마이틴)                   | 3:57      |
| 9.  | 〈Love Virus (Inst.)〉    |                                  | 3:28      |
| 10. | 〈It`s You (Inst.)〉      |                                  | 3:40      |
| 11. | 〈Wanna Be (Inst.)〉      |                                  | 3:09      |
| 12. | 〈조금만 더 (Inst.)〉     |                                  | 3:25      |
| 13. | 〈그대만 보여서 (Inst.)〉 |                                  | 3:40      |
| 14. | 〈왜 이럴까 (Inst.)〉     |                                  | 2:40      |
| 15. | 〈토로 (Inst.)〉          |                                  | 4:25      |
| 16. | 〈처음하는 말 (Inst.)〉   |                                  | 3:57      |

Disc 2
| #   | 제목                         | 재생 시간 |
| --- | ---------------------------- | --------- |
| 1.  | 〈Secretary Kim〉            | 0:49      |
| 2.  | 〈Why Brass Band M1〉        | 3:31      |
| 3.  | 〈Kim Possible〉             | 0:47      |
| 4.  | 〈Man In Black〉             | 1:52      |
| 5.  | 〈Think Strings no.24〉      | 3:03      |
| 6.  | 〈Alsong Big Band〉          | 1:54      |
| 7.  | 〈Funny Sunny〉              | 1:27      |
| 8.  | 〈Why Slow Piano Mood〉      | 3:21      |
| 9.  | 〈Baby Elephant〉            | 2:16      |
| 10. | 〈New Recruit〉              | 0:48      |
| 11. | 〈Squeeze〉                  | 1:29      |
| 12. | 〈Lovely Girl〉              | 1:31      |
| 13. | 〈Lovely Boss〉              | 1:55      |
| 14. | 〈Big Bean〉                 | 2:28      |
| 15. | 〈Why Comic Lim〉            | 2:40      |
| 16. | 〈Giant Foot〉               | 1:39      |
| 17. | 〈Loving You Strings No.23〉 | 3:19      |
| 18. | 〈Groove Company〉           | 1:21      |
| 19. | 〈Mad Walk〉                 | 2:43      |
| 20. | 〈Nothing to Lose〉          | 3:02      |
| 21. | 〈Edge〉                     | 2:09      |
| 22. | 〈Art of Love〉              | 3:02      |
| 23. | 〈Pacific〉                  | 1:57      |
| 24. | 〈Tambora〉                  | 1:45      |
| 25. | 〈Old Story Strings No.13〉  | 2:40      |
| 26. | 〈Tempast〉                  | 2:36      |

## 촬영지
- 그랜드하얏트 서울
- CJ 블루썸파크
- 소셜베뉴 라움
- 에버랜드 리조트
- 이랜드크루즈
- 히메시야 서교직영점
- 국립현대미술관 서울관
- 지혜의 숲
- 파머스테이블
- 아트센터 화이트블럭
- 잣향기푸른숲
- 한탄강 하늘다리
- 마임비전빌리지
- 워터워크
- 3.1 만세운동길
- 앞산전망대
- 서문시장

## 시청률
최저 시청률과 최고 시청률은 시청률 조사회사와 지역별로 시청률에 차이가 있을 수 있습니다.
| 2018년      | 2018년      | 2018년     | 2018년      |
| 회차        | 방송일      | AGB 시청률 | TNmS 시청률 |
| ----------- | ----------- | ---------- | ----------- |
| 제1회       | 6월 6일     | 5.757%     | 6.3%        |
| 제2회       | 6월 7일     | 5.403%     | 5.6%        |
| 제3회       | 6월 13일    | 6.950%     | 8.3%        |
| 제4회       | 6월 14일    | 6.379%     | 6.3%        |
| 제5회       | 6월 20일    | 6.855%     | 7.0%        |
| 제6회       | 6월 21일    | 7.687%     | 7.7%        |
| 제7회       | 6월 27일    | 7.281%     | 8.5%        |
| 제8회       | 6월 28일    | 8.120%     | 8.3%        |
| 제9회       | 7월 4일     | 7.767%     | 8.8%        |
| 제10회      | 7월 5일     | 8.403%     | 9.2%        |
| 제11회      | 7월 11일    | 8.665%     | 10.6%       |
| 제12회      | 7월 12일    | 8.393%     | 9.7%        |
| 제13회      | 7월 18일    | 7.673%     | 8.7%        |
| 제14회      | 7월 19일    | 8.100%     | 9.2%        |
| 제15회      | 7월 25일    | 7.107%     | 8.0%        |
| 제16회      | 7월 26일    | 8.602%     | 9.8%        |
| 평균 시청률 | 평균 시청률 | 7.446%     | 8.25%       |

## 수상
- 2018년 제11회 코리아 드라마 어워즈 남자 우수연기상 황찬성
- 2018년 제11회 코리아 드라마 어워즈 한류 스타상 황찬성
- 2018년 제11회 코리아 드라마 어워즈 인기 캐릭터상 표예진
- 2018년 제6회 아시아태평양 스타 어워즈 중편드라마 부문 남자 최우수연기상 박서준
- 2018년 제6회 아시아태평양 스타 어워즈 여자 케이스타인기상 박민영
- 2018년 제13회 아시아 드라마 컨퍼런스 특별 표창 박민영
- 2019년 제14회 숨피어워즈 올해의 배우상 여자부문 박민영
- 2019년 제14회 숨피어워즈 최우수조연상 남자부문 강기영
- 2019년 제14회 숨피어워즈 최우수조연상 여자부문 황보라

## 경쟁 프로그램
- KBS 수목 미니시리즈

《슈츠》 (2018년 4월 25일 ~ 2018년 6월 14일)
《당신의 하우스헬퍼》 (2018년 7월 4일 ~ 2018년 8월 23일)
- MBC 수목미니시리즈

《이리와 안아줘》 (2018년 5월 16일 ~ 2018년 7월 19일)
《시간》 (2018년 7월 25일 ~ 2018년 9월 20일)
- SBS 드라마스페셜

《훈남정음》 (2018년 5월 23일 ~ 2018년 7월 19일)
《친애하는 판사님께》 (2018년 7월 25일 ~ 2018년 9월 20일)

## 참고 사항
- 당초 SBS 드라마 스페셜 시간대 편성이 논의되었으나 최종 불발되었다.[3]

## 같이 보기
- 대한민국의 텔레비전 드라마 목록 (ㄱ)
- 2018년 대한민국의 텔레비전 드라마 목록